# Thomas Rickman (architetto)
Thomas Rickman (Berkshire, 8 giugno 1776 – Birmingham, 4 gennaio 1841) è stato un architetto e antiquario inglese, fra le maggiori figure del revival gotico.
Rickman è ricordato per il suo influente trattato Attempt to Discriminate the Styles of English Architecture (1817), che definisce i criteri per stabilire l'epoca a cui risalgono le architetture medievali ecclesiastiche inglesi. Inoltre, l'opera approfondisce alcuni concetti utilizzati in ambito architettonico, fra cui quello di "gotico perpendicolare".

## Biografia

### Primi anni di vita

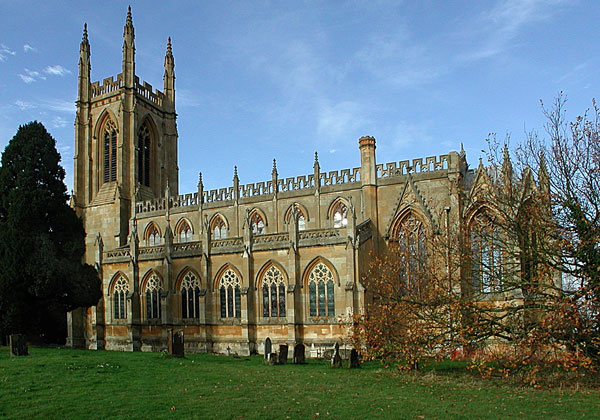
St Peter ad Vincula ad Hampton Lucy

Rickman nacque l'8 giugno 1776 a Maidenhead, nel Berkshire, da una grande famiglia di quaccheri. Si rifiutò di diventare medico come avrebbe invece voluto il padre, che di mestiere faceva il droghiere e il farmacista. Rickman si mise quindi in affari in proprio, aprendo una sua attività a Londra, e sposò la cugina di primo grado Lucy Rickman nel 1804. Il matrimonio segnò il suo allontanamento dall'ordine dei quaccheri.

### Carriera

#### Anni 1810
Il fallimento della sua attività e la morte della prima moglie scoraggiarono Rickman, che trascorse un certo periodo della sua vita a fare lunghe passeggiate nelle campagne inglesi per trovare conforto. Rickman si interessò per la prima volta all'architettura ecclesiastica in quanto, lungo i percorsi che faceva, gli capitava di imbattersi in chiese medievali che iniziò a disegnare. Nei suoi diari del 1811, analizzò alcuni elementi architettonici come i trafori delle finestre, e suddivise l'architettura inglese in quattro periodi storici: Norman (architettura normanna), Early English (gotico primitivo), Decorated English (gotico decorato), e Perpendicular English (gotico perpendicolare). Architetto autodidatta, Rickman studiò le opere gotiche in un periodo in cui esse erano poco prese in considerazione in Inghilterra. 
Durante il mese di settembre del 1811, anno in cui analizzò tremila edifici ecclesiastici, tenne la prima di una serie di conferenze sull'architettura medievale presso la piccola Philosophical Society di Liverpool, di cui entrò a far parte. Intorno al 1812, Rickman scrisse un saggio sulla cattedrale di Chester (che verrà però pubblicato postumo nel 1864). Nello stesso anno, Rickman fece la conoscenza di John Cragg, proprietario di una fonderia di Liverpool assieme al quale progettò tre chiese costruite utilizzando la ghisa: la chiesa di San Giorgio di Everton, la Chiesa di San Michele di Aigburth, e la chiesa di San Filippo, di Liverpool, che verrà demolita.
Il primo documento pubblicato da Rickman è un articolo sull'architettura gotica della Smith's Panorama of Arts and Sciences di Liverpool. Parte di quel testo verrà ripubblicato nel 1817 nel saggio An Attempt to Discriminate the Styles of English Architecture from the Conquest to the Reformation, considerato il primo trattato sistematico sull'architettura gotica e una pietra miliare del revival gotico. L'opera verrà ripubblicata più volte, e contribuì alla fortuna di Rickman.
Durante il Church Building Act del 1818, il governo indisse un concorso pubblico in cui offerse una grande sovvenzione in denaro per costruire nuove chiese dei commissari, e che fu vinto da Rickman. L'architetto si trasferì quindi a Birmingham, dove lavorò ai disegni della chiesa di San Giorgio. Il progetto prevedeva anche che venissero realizzate le porte del sagrato, completate nel 1822 e tutt'ora esistenti. L'edificio verrà invece distrutto nel 1960.

#### Anni 1820-1830

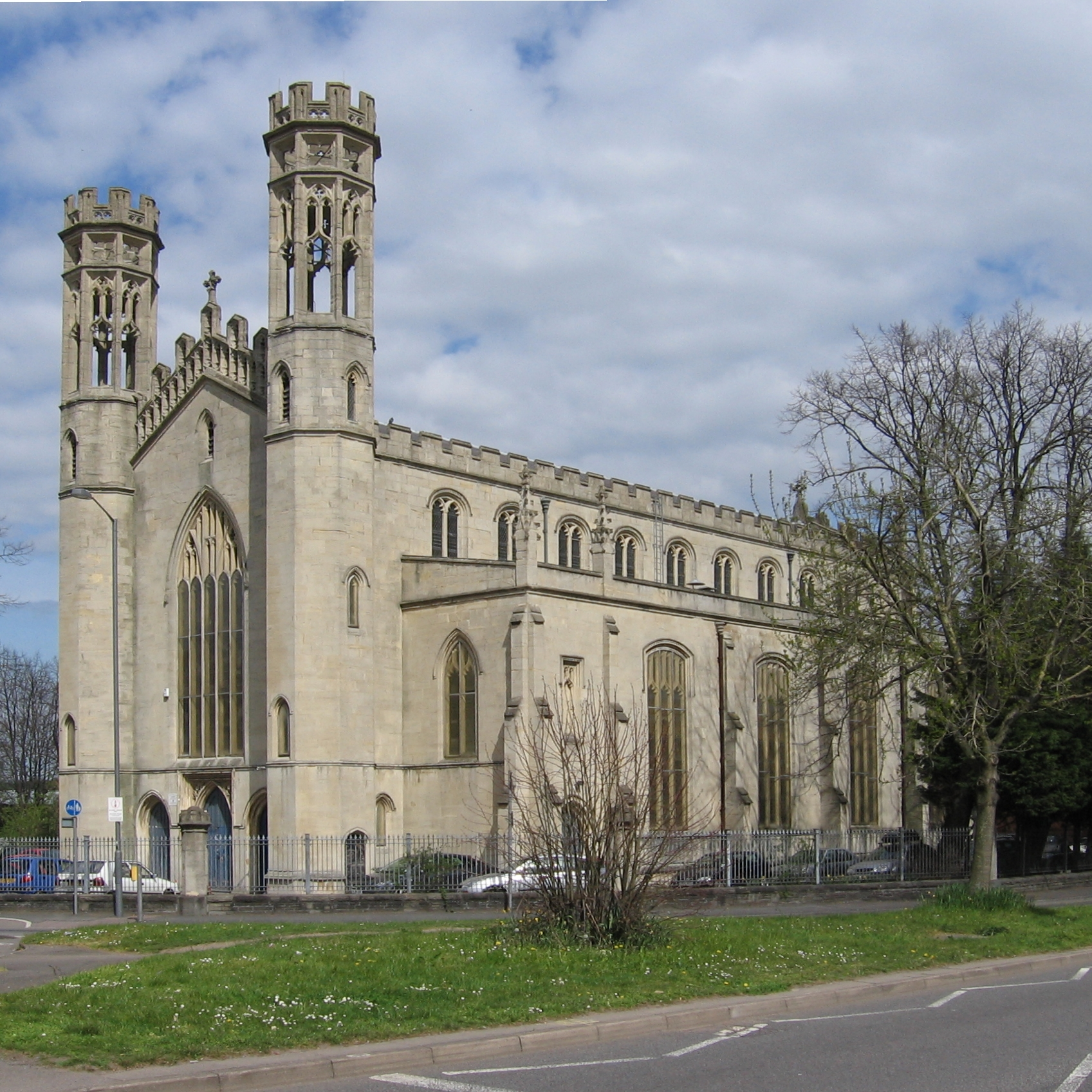
La Holy Trinity Church di Bristol

Henry Hutchinson collaborò con Rickman nel dicembre del 1821, e avviò con lui la società la Rickman and Hutchinson. L'architetto di Maidenhead proseguì tale collaborazione fino al 1831, anno in cui morì il suo socio.
Nel 1829, Rickman fu eletto membro della Society of Antiquaries of London.
Rickman divenne uno degli architetti di maggior successo del suo tempo. Nel corso della sua carriera costruì chiese ad Hampton Lucy, Ombersley, Stretton-on-Dunsmore. Degne di nota sono le chiese dedicate a San Filippo, Santa Maria e San Matteo di Bristol, i due luoghi di culto a Carlisle, le due chiese di San Pietro e San Paolo a Preston, quella di San Davide a Glasgow, e quella di Grey Friars a Coventry. Progettò anche la New Court del St John's College di Cambridge, un palazzo per il vescovo di Carlisle, e diverse case di campagna.
Rickman ottenne gran parte dei fondi stanziati dalla Church Building Commission per costruire le chiese nelle West Midlands 
ai sensi del Church Building Act del 1818. Lo stile gotico transitorio di Rickman, verrà screditato e definito "gotico per la chiesa dei commissari" dai progettisti. L'Encyclopædia Britannica Eleventh Edition riporta che "le sue chiese sono tutte in stile gotico, ma mostrano più conoscenza della forma esteriore dello stile medievale rispetto a qualsiasi reale conoscenza del suo spirito, e sono poco meglio di noiose copie di antiche opere, sfigurate da una grande povertà di dettagli". Il critico Sir Howard Colvin asserì più generosamente che, "(Rickman) non era un ecclesiologo. Benché i dettagli dei suoi edifici risultino non accademici, la loro pianificazione resta di impostazione georgiana, e, nel complesso, appaiono fragili e poco attraenti." Nonostante i giudizi poco clementi, Rickman rilanciò il medievalismo, stile di cui fu probabilmente il secondo maggiore esponente dopo Augustus Pugin.

#### Morte
Rickman morì a Birmingham il 4 gennaio 1841. Fu sepolto nel cimitero della chiesa di San Giorgio, che era stata da lui progettata. Benché l'edificio non esista più, la tomba di Rickman, realizzata da R. C. Hussey e completata nel 1845, è tutt'oggi visibile.

## Vita privata

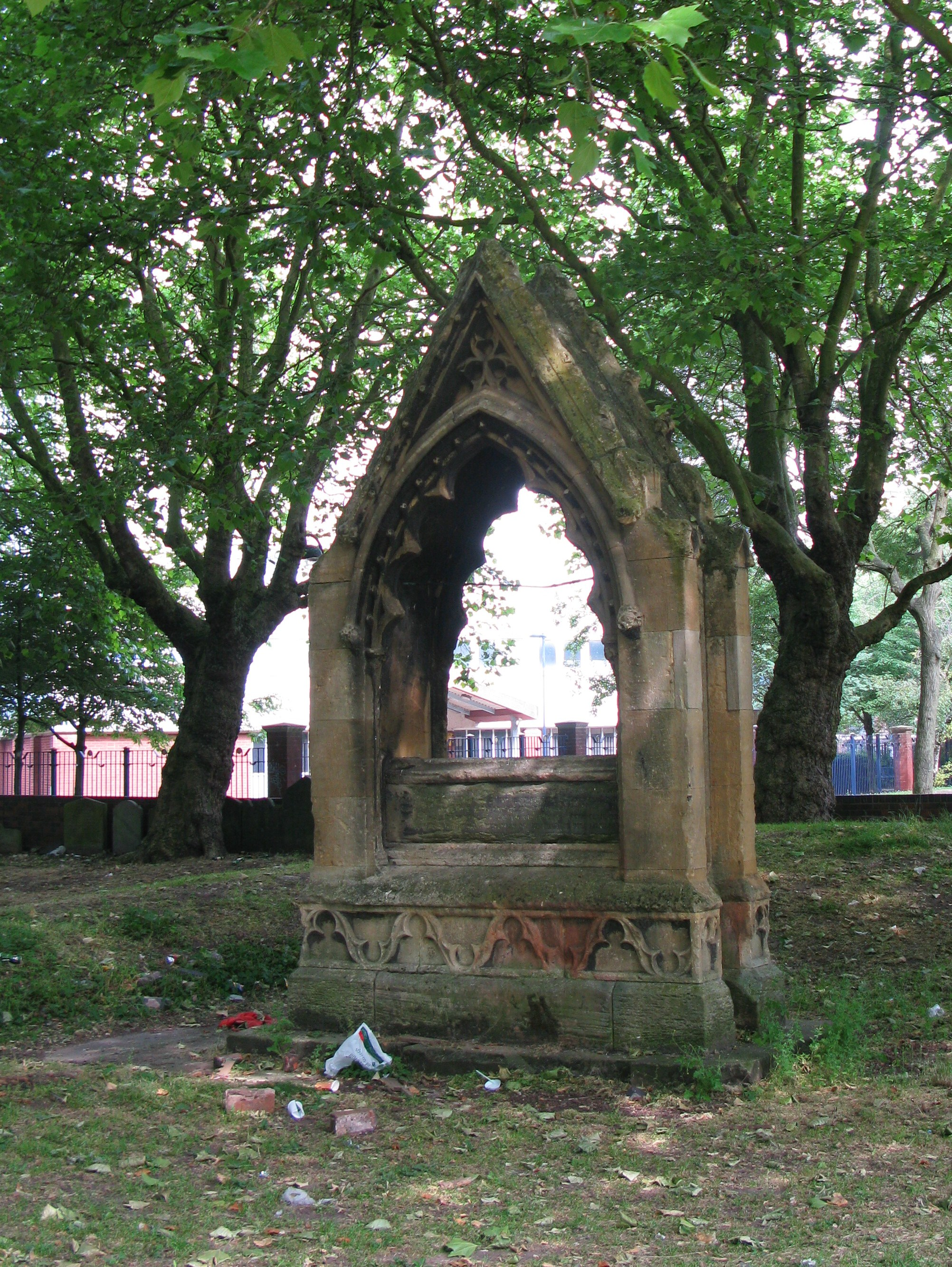
Tomba di Thomas Rickman

Rickman si sposò tre volte: la prima con la cugina Lucy Rickman di Lewes; la seconda con Christiana Hornor, e la terza con Elizabeth Miller di Edimburgo, dalla quale ebbe un figlio, l'architetto Thomas Miller Rickman (1827–1912), e una figlia. Fu un quacchero per gran parte della sua vita. Sebbene ufficialmente separato dopo il suo primo matrimonio, continuò a partecipare alle adunanze, e fu riammesso prima del suo secondo matrimonio. In tarda età, divenne membro della Chiesa cattolica-apostolica di Edward Irving.

## Opere
- An attempt to discriminate the styles of English architecture, from the Conquest to the Reformation, 1817